# Olympische Sommerspiele 1996/Teilnehmer (Japan)
| Gelbes Symbol für Goldmedaillen mit stilisierten Olympischen Ringen | Graues Symbol für Silbermedaillen mit stilisierten Olympischen Ringen | Braundes Symbol für Bronzemedaillen mit stilisierten Olympischen Ringen |
| ------------------------------------------------------------------- | --------------------------------------------------------------------- | ----------------------------------------------------------------------- |
| 3                                                                   | 6                                                                     | 5                                                                       |

Japan nahm an den Olympischen Sommerspielen 1996 in Atlanta, USA, mit einer Delegation von 306 Sportlern (157 Männer und 149 Frauen) teil.

## Medaillengewinner
Mit drei gewonnenen Gold-, sechs Silber- und fünf Bronzemedaillen belegte das japanische Team Platz 23 im Medaillenspiegel.

### Gold
| Name/n          | Sportart | Wettkampf                 |
| --------------- | -------- | ------------------------- |
| Tadahiro Nomura | Judo     | Superleichtgewicht        |
| Kenzo Nakamura  | Judo     | Leichtgewicht             |
| Yuko Emoto      | Judo     | Frauen, Halbmittelgewicht |

### Silber
| Name/n | Sportart | Wettkampf                  |
| --- | -------- | -------------------------- |
| Kōsuke Fukudome, Yoshitomo Tani, Hitoshi Ono, Masahiro Nojima, Hideaki Ōkubo, Jūtarō Kimura, Yasuyuki Saigō, Takayuki Takabayashi, Takeo Kawamura, Takao Kuwamoto, Daishin Nakamura, Kōichi Misawa, Tomoaki Satō, Masanori Sugiura, Makoto Imaoka, Nobuhiko Matsunaka, Takashi Kurosu, Tadahito Iguchi, Masao Morinaka, Masahiko Mori | Baseball | Herrenwettkampf            |
| Yukimasa Nakamura | Judo     | Halbleichtgewicht          |
| Toshihiko Koga | Judo     | Halbmittelgewicht          |
| Ryōko Tamura | Judo     | Frauen, Superleichtgewicht |
| Yōko Tanabe | Judo     | Frauen, Halbschwergewicht  |
| Yumiko Shige & Alicia Kinoshita | Segeln   | Frauen, 470er              |

### Bronze
| Name/n | Sportart          | Wettkampf                 |
| --- | ----------------- | ------------------------- |
| Noriko Narazaki                                                                                             | Judo              | Frauen, Halbleichtgewicht |
| Yūko Arimori                                                                                                | Leichtathletik    | Frauen, Marathon          |
| Takanobu Jumonji                                                                                            | Radsport          | 1000 Meter Zeitfahren     |
| Takuya Ōta                                                                                                  | Ringen            | Weltergewicht, Freistil   |
| Raika Fuiji, Rei Jimbo, Miho Kawabe, Akiko Kawase, Riho Nakajima, Miya Tachibana, Miho Takeda, Junko Tanaka | Synchronschwimmen | Frauenwettkampf           |

## Teilnehmer nach Sportarten

### Badminton
- Fumihiko Machida
Einzel: 9. Platz

- Hisako Mizui
Frauen, Einzel: 9. Platz

- Yasuko Mizui
Frauen, Einzel: 9. Platz

- Masako Sakamoto
Frauen, Doppel: 9. Platz

- Tomomi Matsuo
Frauen, Doppel: 9. Platz

- Aiko Miyamura
Frauen, Doppel: 17. Platz

- Akiko Miyamura
Frauen, Doppel: 17. Platz

### Baseball
- Herrenteam
Silber

- Kader
Kosuke Fukudome
Masahiro Nojima
Nobuhiko Matsunaka
Makoto Imaoka
Takao Kuwamoto
Tadahito Iguchi
Yasuyuki Saigō
Hideaki Ōkubo
Daishin Nakamura
Koichi Misawa
Masao Morinaka
Jutaro Kimura
Takeo Kawamura
Hitoshi Ono
Masahiko Mori
Masanori Sugiura
Takashi Kurosu
Takayuki Takabayashi
Tomoaki Satō
Yoshitomo Tani

### Basketball
- Frauenteam
7. Platz

- Kader
Aki Ichijo
Chikako Murakami
Taeko Oyama
Mikiko Hagiwara
Kikuko Mikawa
Kagari Yamada
Takako Kato
Yuka Harada
Akemi Okazato
Mayumi Kawasaki
Mutsuko Nagata
Noriko Hamaguchi

### Bogenschießen
- Hiroshi Yamamoto
Einzel: 19. Platz

- Takayoshi Matsushita
Einzel: 27. Platz

- Kinue Kodama
Frauen, Einzel: 24. Platz
Frauen, Mannschaft: 14. Platz

- Ai Ouchi
Frauen, Einzel: 41. Platz
Frauen, Mannschaft: 14. Platz

- Misato Koide
Frauen, Einzel: 56. Platz
Frauen, Mannschaft: 14. Platz

### Boxen
- Kazumasa Tsujimoto
Fliegengewicht: 17. Platz

- Fumitaka Nitami
Halbweltergewicht: 17. Platz

- Hirokuni Moto
Mittelgewicht: 9. Platz

### Fechten
- Hiroki Ichigatani
Florett, Einzel: 41. Platz

- Noriko Kubo
Frauen, Degen, Einzel: 40. Platz
Frauen, Degen, Mannschaft: 11. Platz

- Yuko Arai
Frauen, Degen, Einzel: 42. Platz
Frauen, Degen, Mannschaft: 11. Platz

- Nanae Tanaka
Frauen, Degen, Einzel: 46. Platz
Frauen, Degen, Mannschaft: 11. Platz

### Fußball
- Herrenteam
9. Platz

- Kader
Yoshikatsu Kawaguchi
Hiroyuki Shirai
Hideto Suzuki
Yūji Hironaga
Makoto Tanaka
Toshihiro Hattori
Masakiyo Maezono
Teruyoshi Itō
Shōji Jō
Akihiro Endō
Shigeru Morioka
Kenichi Uemura
Naoki Matsuda
Hidetoshi Nakata
Tadahiro Akiba
Yoshika Matsubara
Ryūji Michiki

- Frauenteam
7. Platz

- Kader
Junko Ozawa
Yumi Tōmei
Rie Yamaki
Maki Haneta
Yumi Ōbe
Kae Nishina
Homare Sawa
Asako Takakura
Futaba Kioka
Akemi Noda
Etsuko Handa
Tamaki Uchiyama
Nami Ōtake
Kaoru Kadohara
Miyuki Izumi
Shiho Onodera

### Gewichtheben
- Toshiyuki Notomi
Fliegengewicht: 10. Platz

- Hiroshi Ikehata
Bantamgewicht: 4. Platz

- Yoshihisa Miyaji
Federgewicht: 10. Platz

- Masato Tachibana
Federgewicht: 15. Platz

- Noriaki Horikoshi
Leichtgewicht: 19. Platz

- Yoshimitsu Nishimoto
I. Schwergewicht: 15. Platz

- Hisaya Yoshimoto
II. Schwergewicht: 15. Platz

### Judo
- Tadahiro Nomura
Superleichtgewicht: Gold

- Yukimasa Nakamura
Halbleichtgewicht: Silber

- Yukimasa Nakamura
Leichtgewicht: Gold

- Toshihiko Koga
Halbmittelgewicht: Silber

- Hidehiko Yoshida
Mittelgewicht: 5. Platz

- Yoshio Nakamura
Halbschwergewicht: 7. Platz

- Naoya Ogawa
Schwergewicht: 5. Platz

- Ryōko Tamura
Frauen, Superleichtgewicht: Silber

- Noriko Narazaki
Frauen, Halbleichtgewicht: Bronze

- Noriko Mizoguchi
Frauen, Leichtgewicht: 9. Platz

- Yuko Emoto
Frauen, Halbmittelgewicht: Gold

- Risa Kazumi
Frauen, Mittelgewicht: 14. Platz

- Yōko Tanabe
Frauen, Halbschwergewicht: Silber

- Noriko Anno
Frauen, Schwergewicht: 18. Platz

### Kanu
- Tsuyoshi Fujino
Einer-Kajak, Slalom: 36. Platz

- Masanari Mochida
Einer-Canadier, Slalom: 22. Platz

- Sayuri Maruyama
Frauen, Einer-Kajak, 500 Meter: Halbfinale
Frauen, Vierer-Kajak, 500 Meter: Halbfinale

- Chieko Akagi
Frauen, Zweier-Kajak, 500 Meter: Viertelfinale

- Asako Watanabe
Frauen, Zweier-Kajak, 500 Meter: Viertelfinale
Frauen, Vierer-Kajak, 500 Meter: Halbfinale

- Keiko Muto
Frauen, Vierer-Kajak, 500 Meter: Halbfinale

- Natsuki Nishi
Frauen, Vierer-Kajak, 500 Meter: Halbfinale

- Hiroko Kobayashi
Frauen, Einer-Kajak, Slalom: 17. Platz

### Leichtathletik
- Nobuharu Asahara
100 Meter: Halbfinale
4 × 100 Meter: Vorläufe
Weitsprung: 36. Platz in der Qualifikation

- Hiroyasu Tsuchie
100 Meter: Vorläufe
4 × 100 Meter: Vorläufe

- Kōji Itō
200 Meter: Halbfinale
4 × 100 Meter: Vorläufe
4 × 400 Meter: 5. Platz

- Takahiro Mazuka
200 Meter: Vorläufe

- Shigekazu Omori
400 Meter: Vorläufe
4 × 400 Meter: 5. Platz

- Toshinari Takaoka
10.000 Meter: Vorläufe

- Katsuhiko Hanada
10.000 Meter: Vorläufe

- Hiromi Taniguchi
Marathon: 19. Platz

- Masaki Oya
Marathon: 54. Platz

- Kenjiro Jitsui
Marathon: 93. Platz

- Kazuhiko Yamazaki
400 Meter Hürden: Vorläufe

- Hideaki Kawamura
400 Meter Hürden: Vorläufe

- Shunji Karube
400 Meter Hürden: Vorläufe
4 × 400 Meter: 5. Platz

- Satoru Inoue
4 × 100 Meter: Vorläufe

- Jun Osakada
4 × 400 Meter: 5. Platz

- Kenji Tabata
4 × 400 Meter: 5. Platz

- Daisuke Ikeshima
20 Kilometer Gehen: 22. Platz

- Tadahiro Kosaka
50 Kilometer Gehen: 29. Platz

- Tomohiro Nomura
Hochsprung: 27. Platz in der Qualifikation

- Teruyasu Yonekura
Stabhochsprung: 30. Platz in der Qualifikation

- Michiko Shimizu
Frauen, 5000 Meter: 4. Platz

- Harumi Hiroyama
Frauen, 5000 Meter: Vorläufe

- Yoshiko Ichikawa
Frauen, 5000 Meter: Vorläufe

- Masako Chiba
Frauen, 10.000 Meter: 5. Platz

- Yuko Kawakami
Frauen, 10.000 Meter: 7. Platz

- Hiromi Suzuki
Frauen, 10.000 Meter: 16. Platz

- Yuko Arimori
Frauen, Marathon: Bronze

- Izumi Maki
Frauen, Marathon: 12. Platz

- Junko Asari
Frauen, Marathon: 17. Platz

- Yvonne Kanazawa
Frauen, 100 Meter Hürden: Vorläufe

- Yuka Mitsumori
Frauen, 10 Kilometer Gehen: disqualifiziert

- Akiko Miyajima
Frauen, Speerwurf: 29. Platz in der Qualifikation

### Radsport
- Osamu Sumida
Straßenrennen, Einzel: Rennen nicht beendet

- Kazuyuki Manabe
Straßenrennen, Einzel: Rennen nicht beendet

- Yūichirō Kamiyama
Sprint: 2. Runde

- Takanobu Jumonji
1000 Meter Zeitfahren: Bronze

- Masahiro Yasuhara
Punkterennen: 15. Platz

- Kyoshi Miura
Mountainbike, Cross-Country: 26. Platz

- Seiko Hashimoto
Frauen, 3000 Meter Einzelverfolgung: 12. Platz
Frauen, Punkterennen: 9. Platz

- Kanako Tanikawa
Frauen, Mountainbike, Cross-Country: 23. Platz

### Reiten
- Takeshi Shirai
Springreiten, Einzel: 15. Platz in der Qualifikation
Springreiten, Mannschaft: 14. Platz

- Yoshihiro Nakano
Springreiten, Einzel: 57. Platz in der Qualifikation
Springreiten, Mannschaft: 14. Platz

- Taizō Sugitani
Springreiten, Einzel: 62. Platz in der Qualifikation
Springreiten, Mannschaft: 14. Platz

- Kenji Morimoto
Springreiten, Einzel: In der Qualifikation ausgeschieden
Springreiten, Mannschaft: 14. Platz

- Shigeyuki Hosono
Vielseitigkeit, Einzel: ausgeschieden

- Yoshihiko Kowata
Vielseitigkeit, Einzel: ausgeschieden

- Kazuhiro Iwatani
Vielseitigkeit, Mannschaft: 6. Platz

- Takeaki Tsuchiya
Vielseitigkeit, Mannschaft: 6. Platz

- Masaru Fuse
Vielseitigkeit, Mannschaft: 6. Platz

### Rhythmische Sportgymnastik
- Akane Yamao
Einzel: Halbfinale

- Miho Yamada
Einzel: Halbfinale

### Ringen
- Hiroshi Kado
Papiergewicht, griechisch-römisch: 7. Platz

- Kenkichi Nishimi
Bantamgewicht, griechisch-römisch: 8. Platz

- Yasushi Miyake
Leichtgewicht, griechisch-römisch: 16. Platz

- Takamitsu Katayama
Weltergewicht, griechisch-römisch: 8. Platz

- Takashi Nonomura
Schwergewicht, griechisch-römisch: 9. Platz

- Ken’ichi Suzuki
Superschwergewicht, griechisch-römisch: 8. Platz

- Hideo Sasayama
Fliegengewicht, Freistil: 9. Platz

- Sonny Abe
Bantamgewicht, Freistil: 9. Platz

- Takahiro Wada
Federgewicht, Freistil: 4. Platz

- Takuya Ōta
Weltergewicht, Freistil: Bronze

- Hidekazu Yokoyama
Mittelgewicht, Freistil: 11. Platz

- Tatsuo Kawai
Halbschwergewicht, Freistil: 19. Platz

### Rudern
- Daisaku Takeda
Einer: 20. Platz

- Takeshi Kodama
Zweier ohne Steuermann: 18. Platz

- Kazuhiko Kurata
Zweier ohne Steuermann: 18. Platz

- Kenichi Obinata
Leichtgewichts-Doppelzweier: 15. Platz

- Hitoshi Hase
Leichtgewichts-Doppelzweier: 15. Platz

- Katsuhiko Nakamizo
Leichtgewichts-Doppelvierer ohne Steuermann: 16. Platz

- Yasunori Tanabe
Leichtgewichts-Doppelvierer ohne Steuermann: 16. Platz

- Michinori Iwaguro
Leichtgewichts-Doppelvierer ohne Steuermann: 16. Platz

- Kazuaki Mimoto
Leichtgewichts-Doppelvierer ohne Steuermann: 16. Platz

- Ayako Yoshida
Frauen, Leichtgewichts-Doppelzweier: 13. Platz

- Noriko Shibuta
Frauen, Leichtgewichts-Doppelzweier: 13. Platz

### Schießen
- Tomohiro Kida
Luftpistole: 29. Platz
Schnellfeuerpistole: 12. Platz

- Masaru Nakashige
Luftpistole: 48. Platz
Freie Scheibenpistole: 11. Platz
Luftgewehr: 22. Platz
Kleinkaliber, Dreistellungskampf: 28. Platz
Kleinkaliber, liegend: 42. Platz

- Naoki Kurita
Luftgewehr: 38. Platz
Kleinkaliber, Dreistellungskampf: 37. Platz
Kleinkaliber, liegend: 30. Platz

- Soichiro Ito
Skeet: 15. Platz

- Yōko Inada
Frauen, Luftpistole: 15. Platz
Frauen, Sportpistole: 35. Platz

- Masami Iwaki
Frauen, Luftgewehr: 31. Platz

- Yōko Minamoto
Frauen, Luftgewehr: 39. Platz
Frauen, Kleinkaliber, Dreistellungskampf: 26. Platz

- Yoshiko Kira
Frauen, Doppeltrap: 6. Platz

### Schwimmen
- Yukihiro Matsushita
50 Meter Freistil: 35. Platz
100 Meter Schmetterling: 20. Platz

- Shunsuke Ito
100 Meter Freistil: 37. Platz
200 Meter Freistil: 23. Platz
4 × 100 Meter Lagen: 5. Platz

- Hisato Yasui
400 Meter Freistil: 24. Platz
1500 Meter Freistil: 22. Platz

- Masato Hirano
1500 Meter Freistil: 6. Platz

- Keitaro Konnai
100 Meter Rücken: 9. Platz
4 × 100 Meter Lagen: 5. Platz

- Hajime Itoi
100 Meter Rücken: 11. Platz
200 Meter Rücken: 5. Platz

- Ryuji Horii
200 Meter Rücken: 9. Platz

- Akira Hayashi
100 Meter Brust: 12. Platz
200 Meter Brust: 16. Platz
4 × 100 Meter Lagen: 5. Platz

- Yoshinobu Miyazaki
100 Meter Brust: 22. Platz

- Takashi Yamamoto
100 Meter Schmetterling: 13. Platz
200 Meter Schmetterling: 20. Platz
4 × 100 Meter Lagen: 5. Platz

- Tatsuya Kinugasa
200 Meter Lagen: 14. Platz
400 Meter Lagen: 11. Platz

- Jo Yoshimi
200 Meter Lagen: 16. Platz

- Toshiaki Kurasawa
400 Meter Lagen: 10. Platz

- Sumika Minamoto
Frauen, 50 Meter Freistil: 12. Platz
Frauen, 100 Meter Freistil: 25. Platz
Frauen, 4 × 100 Meter Freistil: 12. Platz

- Suzu Chiba
Frauen, 200 Meter Freistil: 10. Platz
Frauen, 400 Meter Freistil: 13. Platz
Frauen, 4 × 100 Meter Freistil: 12. Platz
Frauen, 4 × 200 Meter Freistil: 4. Platz
Frauen, 4 × 100 Meter Lagen: 9. Platz

- Naoko Imoto
Frauen, 200 Meter Freistil: 20. Platz
Frauen, 4 × 100 Meter Freistil: 12. Platz
Frauen, 4 × 200 Meter Freistil: 4. Platz

- Eri Yamanoi
Frauen, 400 Meter Freistil: 7. Platz
Frauen, 800 Meter Freistil: 10. Platz
Frauen, 4 × 100 Meter Freistil: 12. Platz
Frauen, 4 × 200 Meter Freistil: 4. Platz

- Aiko Miyake
Frauen, 800 Meter Freistil: 21. Platz
Frauen, 4 × 200 Meter Freistil: 4. Platz

- Mai Nakamura
Frauen, 100 Meter Rücken: 4. Platz
Frauen, 200 Meter Rücken: 9. Platz
Frauen, 4 × 100 Meter Lagen: 9. Platz

- Miki Nakao
Frauen, 100 Meter Rücken: 8. Platz
Frauen, 200 Meter Rücken: 5. Platz

- Masami Tanaka
Frauen, 100 Meter Brust: 13. Platz
Frauen, 200 Meter Brust: 5. Platz
Frauen, 4 × 100 Meter Lagen: 9. Platz

- Kyōko Iwasaki
Frauen, 100 Meter Brust: 22. Platz
Frauen, 200 Meter Brust: 10. Platz

- Hitomi Kashima
Frauen, 100 Meter Schmetterling: 4. Platz
Frauen, 200 Meter Schmetterling: 14. Platz

- Ayari Aoyama
Frauen, 100 Meter Schmetterling: 6. Platz
Frauen, 4 × 100 Meter Lagen: 9. Platz

- Mika Haruna
Frauen, 200 Meter Schmetterling: 7. Platz

- Fumie Kurotori
Frauen, 200 Meter Lagen: 28. Platz
Frauen, 400 Meter Lagen: 12. Platz

- Hideko Hiranaka
Frauen, 400 Meter Lagen: 13. Platz

### Segeln
- Kenji Nakamura
470er: 17. Platz

- Masato Takaki
470er: 17. Platz

- Tomoyuki Sasaki
Laser: 28. Platz

- Kazunori Komatsu
Soling: 29. Platz

- Masatoshi Hazama
Soling: 29. Platz

- Kazuyuki Hyodo
Soling: 29. Platz

- Masako Imai
Frauen, Windsurfen: 15. Platz

- Aiko Saito
Frauen, Europe: 23. Platz

- Yumiko Shige
Frauen, 470er: Silber

- Alicia Kinoshita
Frauen, 470er: Silber

### Softball
- Frauenteam
4. Platz

- Kader
Misako Ando
Yoshiko Fujimoto
Ikuko Fukita
Noriko Harada
Mayumi Inoue
Chika Kodama
Kyoko Kobayashi
Naomi Matsumoto
Kyoko Mochida
Haruka Saito
Juri Takayama
Emi Tsukada
Masako Watanabe
Tomoko Watanabe
Noriko Yamaji

### Synchronschwimmen
- Frauenteam
Bronze

- Kader
Miya Tachibana
Akiko Kawase
Rei Jimbo
Miho Takeda
Kaori Takahashi
Raika Fujii
Junko Tanaka
Riho Nakajima
Miho Kawabe

### Tennis
- Shūzō Matsuoka
Einzel: 33. Platz

- Satoshi Iwabuchi
Doppel: 9. Platz

- Takao Suzuki
Doppel: 9. Platz

- Kimiko Date
Frauen, Einzel: 5. Platz

- Ai Sugiyama
Frauen, Einzel: 9. Platz
Frauen, Doppel: 17. Platz

- Naoko Sawamatsu
Frauen, Einzel: 17. Platz

- Kyōko Nagatsuka
Frauen, Doppel: 17. Platz

### Tischtennis
- Kōji Matsushita
Einzel: 9. Platz
Doppel: 5. Platz

- Hiroshi Shibutani
Einzel: 17. Platz
Doppel: 5. Platz

- Toshio Tasaki
Einzel: 33. Platz
Doppel: 17. Platz

- Ryo Yuzawa
Doppel: 17. Platz

- He Zhili
Frauen, Einzel: 5. Platz
Frauen, Doppe: 5. Platz

- Rika Satō
Frauen, Einzel: 17. Platz
Frauen, Doppe: 9. Platz

- Taeko Todo
Frauen, Einzel: 17. Platz
Frauen, Doppe: 5. Platz

- Fumiyo Yamashita-Kaizu
Frauen, Doppe: 9. Platz

### Turnen
- Naoya Tsukahara
Einzelmehrkampf: 12. Platz
Mannschaftsmehrkampf: 10. Platz
Barren: 19. Platz in der Qualifikation
Boden: 14. Platz in der Qualifikation
Pferdsprung: 23. Platz in der Qualifikation
Reck: 30. Platz in der Qualifikation
Ringe: 48. Platz in der Qualifikation
Seitpferd: 28. Platz in der Qualifikation

- Yoshiaki Hatakeda
Einzelmehrkampf: 15. Platz
Mannschaftsmehrkampf: 10. Platz
Barren: 13. Platz in der Qualifikation
Boden: 36. Platz in der Qualifikation
Pferdsprung: 53. Platz in der Qualifikation
Reck: 55. Platz in der Qualifikation
Ringe: 76. Platz in der Qualifikation
Seitpferd: 5. Platz

- Hikaru Tanaka
Einzelmehrkampf: 19. Platz
Mannschaftsmehrkampf: 10. Platz
Barren: 17. Platz in der Qualifikation
Boden: 40. Platz in der Qualifikation
Pferdsprung: 40. Platz in der Qualifikation
Reck: 23. Platz in der Qualifikation
Ringe: 58. Platz in der Qualifikation
Seitpferd: 24. Platz in der Qualifikation

- Toshiharu Satō
Einzelmehrkampf: 29. Platz in der Qualifikation
Mannschaftsmehrkampf: 10. Platz
Barren: 38. Platz in der Qualifikation
Boden: 54. Platz in der Qualifikation
Pferdsprung: 32. Platz in der Qualifikation
Reck: 60. Platz in der Qualifikation
Ringe: 59. Platz in der Qualifikation
Seitpferd: 29. Platz in der Qualifikation

- Shigeru Kurihara
Einzelmehrkampf: 44. Platz in der Qualifikation
Mannschaftsmehrkampf: 10. Platz
Barren: 61. Platz in der Qualifikation
Boden: 37. Platz in der Qualifikation
Pferdsprung: 58. Platz in der Qualifikation
Reck: 82. Platz in der Qualifikation
Ringe: 17. Platz in der Qualifikation
Seitpferd: 81. Platz in der Qualifikation

- Takashi Uchiyama
Einzelmehrkampf: 54. Platz in der Qualifikation
Mannschaftsmehrkampf: 10. Platz
Barren: 72. Platz in der Qualifikation
Boden: 44. Platz in der Qualifikation
Pferdsprung: 90. Platz in der Qualifikation
Reck: 69. Platz in der Qualifikation
Ringe: 69. Platz in der Qualifikation
Seitpferd: 83. Platz in der Qualifikation

- Risa Sugawara
Frauen, Einzelmehrkampf: 29. Platz
Frauen, Mannschaftsmehrkampf: 12. Platz
Frauen, Boden: 55. Platz in der Qualifikation
Frauen, Pferdsprung: 59. Platz in der Qualifikation
Frauen, Schwebebalken: 60. Platz in der Qualifikation
Frauen, Stufenbarren: 48. Platz in der Qualifikation

- Naho Hoshiyama
Frauen, Einzelmehrkampf: 57. Platz in der Qualifikation
Frauen, Mannschaftsmehrkampf: 12. Platz
Frauen, Boden: 69. Platz in der Qualifikation
Frauen, Pferdsprung: 88. Platz in der Qualifikation
Frauen, Schwebebalken: 57. Platz in der Qualifikation
Frauen, Stufenbarren: 74. Platz in der Qualifikation

- Miho Hashiguchi
Frauen, Einzelmehrkampf: 60. Platz in der Qualifikation
Frauen, Mannschaftsmehrkampf: 12. Platz
Frauen, Boden: 54. Platz in der Qualifikation
Frauen, Pferdsprung: 75. Platz in der Qualifikation
Frauen, Schwebebalken: 79. Platz in der Qualifikation
Frauen, Stufenbarren: 77. Platz in der Qualifikation

- Hanako Miura
Frauen, Einzelmehrkampf: 68. Platz in der Qualifikation
Frauen, Mannschaftsmehrkampf: 12. Platz
Frauen, Boden: 63. Platz in der Qualifikation
Frauen, Pferdsprung: 48. Platz in der Qualifikation
Frauen, Schwebebalken: 77. Platz in der Qualifikation
Frauen, Stufenbarren: 89. Platz in der Qualifikation

- Aya Sekine
Frauen, Einzelmehrkampf: 79. Platz in der Qualifikation
Frauen, Mannschaftsmehrkampf: 12. Platz
Frauen, Boden: 83. Platz in der Qualifikation
Frauen, Pferdsprung: 85. Platz in der Qualifikation
Frauen, Schwebebalken: 80. Platz in der Qualifikation
Frauen, Stufenbarren: 97. Platz in der Qualifikation

- Masumi Okawa
Frauen, Einzelmehrkampf: 94. Platz in der Qualifikation
Frauen, Mannschaftsmehrkampf: 12. Platz
Frauen, Boden: 79. Platz in der Qualifikation
Frauen, Pferdsprung: 82. Platz in der Qualifikation
Frauen, Stufenbarren: 98. Platz in der Qualifikation

- Satsuki Obata
Frauen, Einzelmehrkampf: 101. Platz in der Qualifikation
Frauen, Mannschaftsmehrkampf: 12. Platz
Frauen, Schwebebalken: 53. Platz in der Qualifikation
Frauen, Stufenbarren: 82. Platz in der Qualifikation

### Volleyball (Beach)
- Kazuyuki Takao
Herrenwettkampf: 17. Platz

- Shōji Setoyama
Herrenwettkampf: 17. Platz

- Sachiko Fujita
Frauenwettkampf: 5. Platz

- Yukiko Takahashi
Frauenwettkampf: 5. Platz

- Teruko Nakano
Frauenwettkampf: 9. Platz

- Yukiko Ishizaka
Frauenwettkampf: 9. Platz

### Volleyball (Halle)
- Frauenteam
9. Platz

- Kader
Chieko Nakanishi
Motoko Obayashi
Aki Nagatomi
Mika Yamauchi
Tomoko Yoshihara
Chiho Torii
Kazumi Nakamura
Kiyomi Sakamoto
Mika Saiki
Asako Tajimi
Kayo Hoshino
Ikumi Ogake

### Wasserspringen
- Ken Terauchi
Turmspringen: 10. Platz

- Keita Kaneto
Turmspringen: 19. Platz

- Yuki Motobuchi
Frauen, Kunstspringen: 6. Platz